# Ликаонија
У античкој географији Ликаонија (лат. Lycaonia) је означавала велику област у унутрашњости Мале Азије, северно од Таурских планина. На истоку се граничила с Кападокијом, на северу са Галатијом, на западу с Фригијом и Писидијом, док се на југу пружала до Таурских планина, где се граничила са земљом у античко доба званом Киликија а у византијско доба Исаурија; њене границе су се разликовале с обзиром на период. Име јој не спомиње Херодот, али је зато спомиње Ксенофонт као место кроз које је прошао Кир Млађи на свом походу према Азији. Ксенофонт такође спомиње Иконијум као последњи град Фригије; а у Делима апостолским (14:6) се наводи како је Апостол Павле, након напуштања Иконија, прешао границу и дошао у град Листра у Ликаонији. Клаудије Птолемеј, пак, наводи Ликаонију као део Кападокије, с којом су је Римљани спојили у административну целину; две земље, пак разликују Страбон и други аутори.